# Культура плиточных могил
Культура плиточных могил (англ. Slab-grave culture) — археологическая культура конца бронзового, начала раннего железного века. По разным источникам датируется от 1300 до 300 гг. до н. э.

## Название
Название культуры плиточных могил произведено от основного типа захоронений в виде прямоугольных оградок из вертикально поставленных плит гнейса или гранита. Обнаружены поселения, могильники, ритуальные сооружения, наскальные рисунки, оленные камни и др.

## Область распространения
Центр распространения культуры — Монголия, Южная Сибирь и Внутренняя Монголия.
Памятники встречаются в Монголии, в южном Прибайкалье и Забайкалье от Саян до Маньчжурии, на Малом Хингане, плато Вэйчань, в северо-западном Китае (Синьцзяне).

## История
Большинство исследователей относит плиточников, как и дунху, к числу предков монголоязычных народов. В советской археологии было распространена точка зрения, что носители культуры плиточных могил были прямыми предками хунну. Однако дальнейшие исследования показали, что после исчезновения плиточников и до появления хунну прошел значительный период времени. Можно предположить, что хозяйственный уклад плиточников практически не отличался от образа жизни кочевых монголов.
Как полагают исследователи, племена плиточников, дунху и хунну вышли из единой этнокультурной общности и имели генетическое родство между собой. Авторы, поддерживающие версию их общего происхождения, считают, что они были протомонголами. При этом в отношении хунну наряду с монгольской версией существуют тюркская, енисейская и другие версии происхождения.

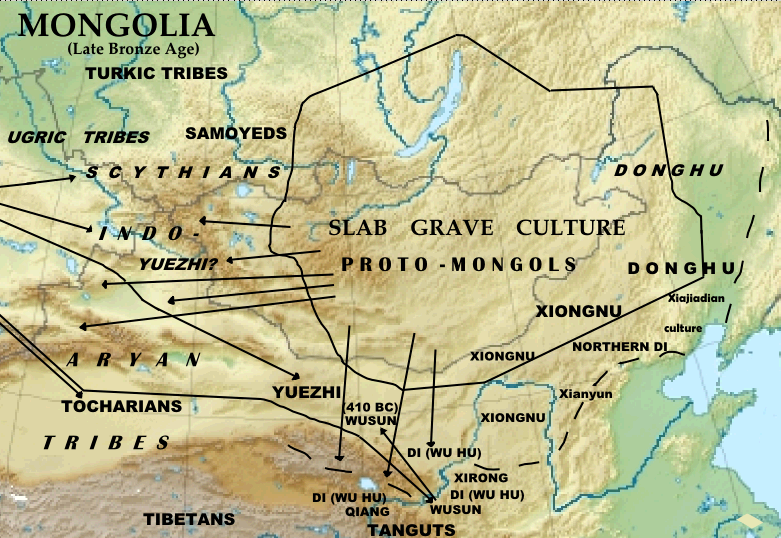
Распространение культуры плиточных могил.

Территория расселения плиточников была необычайно широка: от Байкала, на севере, до Ордоса и предгорий Нань-Шаня (возможно, и Тибета) на юге, и от Хингана на востоке, до предгорий Алтая на западе. Культура плиточных могил была самой восточной из значительных степных культур Южной Сибири.

## Археология
Плиточные могилы встречаются как отдельно, так и группами до 8 оградок. Крупные могильники до 350 оградок имеют чёткую планировку. В Агинском Бурятском округе зафиксировано более 3 тысяч отдельных плиточных могил. Большая часть артефактов является захоронениями, но иногда встречаются в виде ритуальных сооружений — кенотафов.
Размеры оградок от 1,5 м до 6-9 м. Высота камней от 0,5 м до 3 м. Внутри имеется насыпь из камней. Под насыпью лежат плиты перекрытия, часто крупных размеров. Глубина могильных ям от 0,6 м до 2,5—3 м. В глубоких захоронениях боковые плиты наращивались и устраивалось перекрытие в несколько рядов. В оградках иногда устанавливались оленные камни — отдельные плиты с изображениями на поверхности оленей, реже — лошадей, солярных знаков, предметов вооружения.
Ритуальный комплекс на горе Ламийская Нерчинского района состоял из плиточной могилы длиной около 30 метров, разделенной перегородками на 4 части. Неразграбленная оградка была перекрыта несколькими плитами каждая весом до 0,5 тонны. Под перекрытиями находился погребальный жертвенник, где были найдены черепа лошадей, коров, овец. Ниже располагались пять погребальных камер для людей.
Могилы ориентированы по оси запад-восток. Покойники укладывались на спину, головой на восток. В Восточном Забайкалье антропологический тип монголоидный.

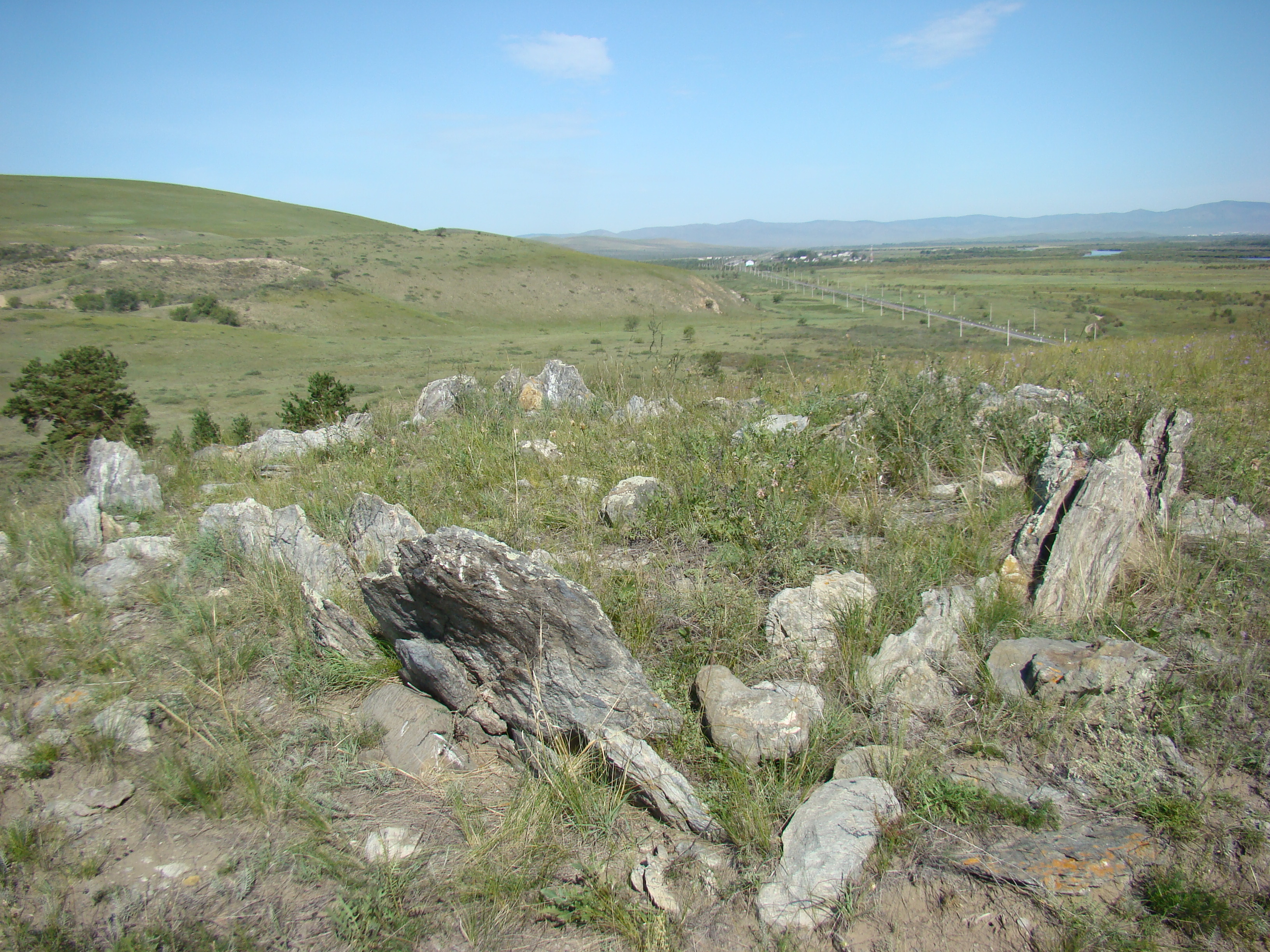
Плиточная могила на горе Бага-Заря близ села Зарубино Джидинского района Бурятии.

Большая часть могил разграблена в древности. Обнаруженные одежда и обувь наряднее повседневной, встречаются различные украшения из бронзы, кости и камня: бляшки, пуговицы, бусы, подвески, зеркала, раковины-каури. Изредка встречаются сопроводительные предметы: иглы и игольницы, ножи, топоры-кельты. Реже — оружие: наконечники стрел, кинжалы, концевые накладки луков. В единичных могилах находятся предметы конской сбруи, рукояти плетей. Встречаются вещи из бронзы, реже железа и благородных металлов.
Глиняные сосуды баночного типа, мелкие круглодонные. Встречаются триподы — три совмещающихся резервуара на трёх ножках. Орнамент на сосудах в виде различных штампов, налепных валиков, несквозных отверстий. Искусство культуры плиточных могил получило название «звериный стиль». Изображаются домашние и дикие животные, быт людей и их основные занятия. Искусство имеет много общих черт с культурами Южной Сибири: карасукской, тагарской и другими.

## Палеогенетика
У представителей культуры плиточных могил определены митохондриальные гаплогруппы F1b1f, C4, C4a1a, C4a1b, D1j, D4, D4b1a2, D4j+(16286), D5a2a, D5a2a1b, G2b2a, M10a1b, M11b и Y-хромосомные гаплогруппы Q1b2 (Q-Y1151; Q-Y1150), Q1a1 (Q-F1096), Q1a1a1 (Q-M120), Q1a1a1 (Q-M265; Q-M120) и G2a2b2a1a1c1a2a1a (G-FGC226; G-FGC249).